# HD 219828 b
HD 219828 b는 페가수스자리 방향으로 지구로부터 약 264.5광년 떨어진 곳에 있는 항성 HD 219828 주위를 도는 외계 행성이다. b는 해왕성 정도 질량을 지니고 있는데, 지구보다 21배 더 무겁다. 행성의 조성물이 무엇인지는 밝혀지지 않았지만 천왕성, 해왕성과 비슷한 얼음 가스행성일 확률이 높다. 혹은 내부가 대부분 암석으로 가득 차 있는 슈퍼지구일 가능성도 있다.

## 같이 보기
- HD 159868 b